# Puigsacalm
El Puigsacalm es una montaña de 1515 metros de altitud que se encuentra en el municipio de la Vall de Bas, en la comarca de La Garrocha (Cataluña, España). Es el punto más alto de la cordillera Transversal.

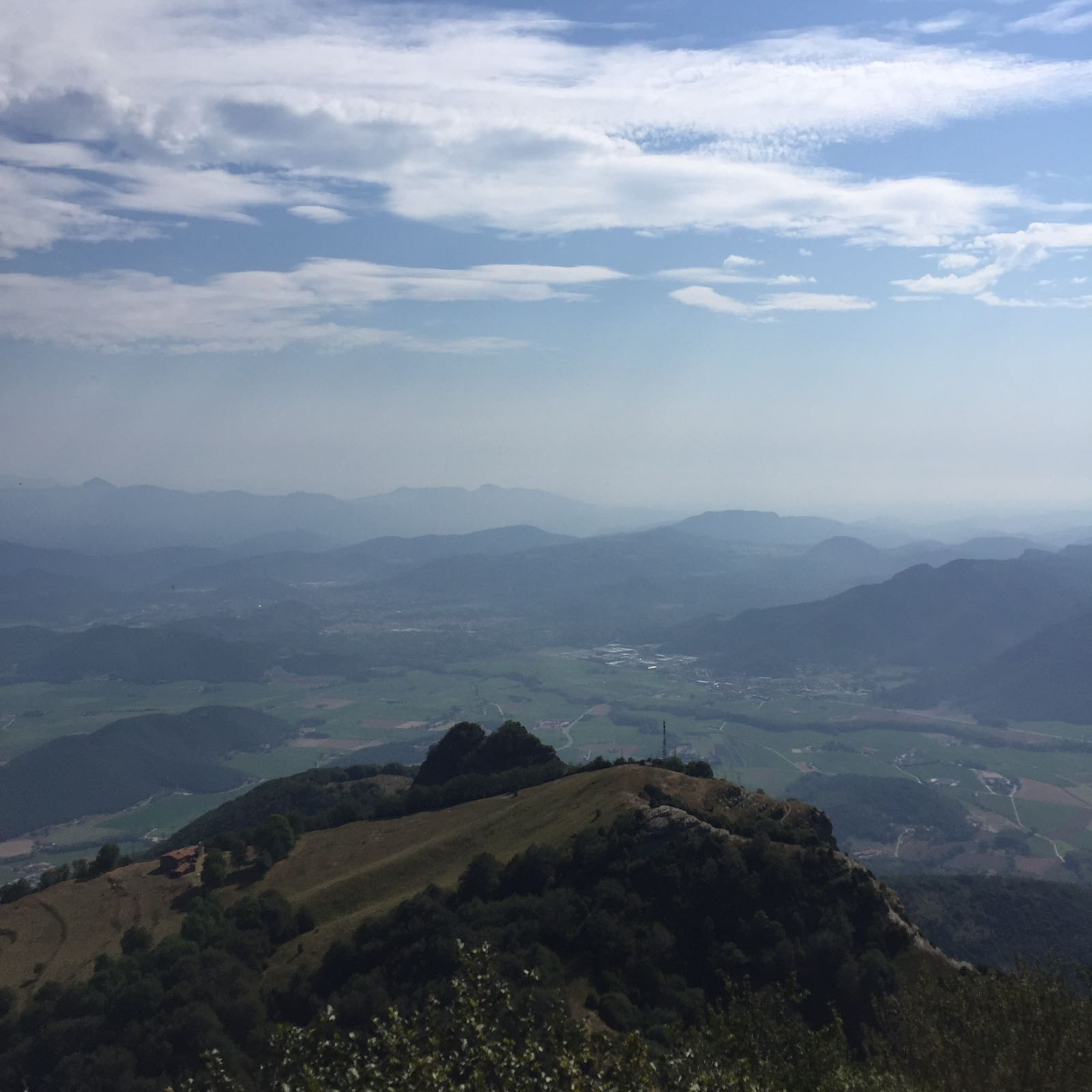
Vistas apreciables en la cima

En la cumbre podemos encontrar un vértice geodésico (referencia 29409001).